# Overkill (banda)
Overkill es una banda estadounidense de thrash metal formada en 1980 en la ciudad de Old Bridge, Nueva Jersey. Es considerada una de las pioneras de este estilo, además de ser una de las agrupaciones enmarcada en el thrash metal que más álbumes ha publicado a nivel mundial. A lo largo de su carrera la banda ha experimentado constantes cambios en su alineación, siendo el cantante Bobby "Blitz" Ellsworth y el bajista D.D. Verni los únicos miembros de la formación original que aún continúan en la agrupación. A menudo se les menciona como los "Motörhead del thrash metal". Al igual que otras bandas como Iron Maiden, Megadeth o los mismos Motörhead, Overkill creó una especie de mascota a la que llaman "Chaly". Se trata de un murciélago esquelético con una calavera humana como cara, cuernos, alas óseas y ojos verdes. Chaly ha aparecido en la mayoría de las portadas de sus discos y generó cierta polémica su parecido con la posterior mascota de Avenged Sevenfold.
Hasta el año 2023, Overkill ha publicado 20 álbumes de estudio, uno de versiones, tres EP y tres álbumes en vivo. Fueron una de las primeras bandas de thrash metal en fimar con una discográfica importante (Atlantic Records en 1986), comparándose, con el éxito masivo de sus contemporáneos Anthrax, Exodus, Metallica, Megadeth, Slayer, Testament y Death Angel. Sus álbumes más populares y exitosos son Under the Influence (1988), The Years of Decay (1989), I Hear Black (1993), The Electric Age (2012) y White Devil Armory (2014), los cuales debutaron en las posiciones 142.ª, 155.ª, 122.ª, 77.ª y 31.ª respectivamente en la lista de éxitos estadounidense Billboard 200. En 2006, Overkill había vendido cerca de 625.000 copias de sus álbumes en los Estados Unidos desde la fundación del sistema Nielsen SoundScan y cerca de 16 millones de discos en todo el mundo al 2012.

## Historia

### Primeros años (1980–1983)

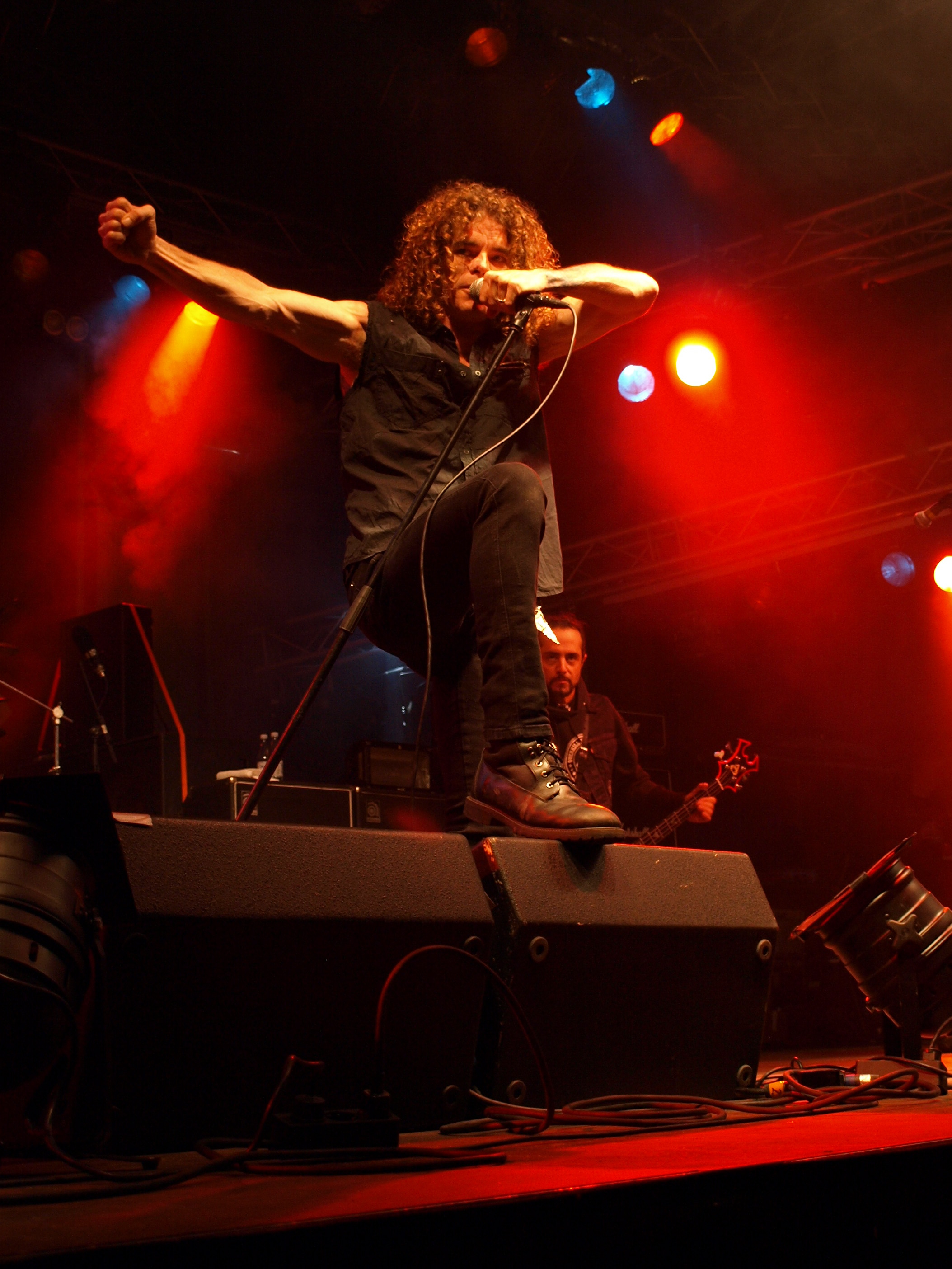
Verni le dio a Ellsworth (en la imagen) el sobrenombre "Blitz" debido a su alocado estilo de vida.

Formados originalmente en Nueva Jersey por D. D. Verni Y Rat Skates (sus nombres reales son Carlos Verni Y Lee Kundrat), aunque bajo el nombre de "The Lubricunts". Para avanzar con el proyecto, D.D. Verni puso un anuncio en un periódico local en busca de vocalista, anuncio que respondió un tal Bobby Ellsworth, que, por aquel tiempo tocaba también el bajo. Bobby fue contratado y junto con él apareció el primer guitarrista de la banda proveniente de la anterior agrupación de Ellsworth. Durante algún tiempo la banda fue dando tumbos, al igual que su nombre, el cual cambió varias veces hasta asentarse como Overkill.
Inicialmente se dedicaron a hacer versiones de canciones como "Overkill" de Motörhead, "Prowler" de Iron Maiden o "Tyrant" de Judas Priest. Durante la etapa inicial de la banda (1980 - 1982) estuvieron fuertemente influenciados por la NWOBHM (Nueva ola del Heavy Metal británico). En 1981, luego del abandono del guitarrista Robert Pisarek, ingresaron otros guitarristas a la agrupación, entre ellos Dan Spitz (quien integraría Anthrax poco tiempo después), Anthony Ammendola, Rich Conte, Mike Sherry y finalmente Bobby Gustafson. Posteriormente la banda comenzó a escribir sus propios temas, entre esas canciones destacan "Grave Robbers" (nombrada luego "Raise the Dead"), "Overkill" y "Unleash the Beast (Within)", esta última contenida en el demo Power in Black, publicado el 14 de septiembre de 1983, y considerada una de las primeras muestras de thrash metal de la banda. Para ese entonces, Overkill inició una etapa de presentaciones en clubes nocturnos en Nueva York y Nueva Jersey.

### Feel the Fire(1983–1986)
En 1983, la alineación compuesta por Rat Skates, D.D. Verni, Bobby Gustafson y Blitz publica el mencionado demo Power in Black, grabación que causaría un gran impacto entre los coleccionistas “underground”. La canción "Feel the Fire" fue incluida en el compilado New York Metal '84 y la canción "Death Rider" apareció en el quinto volumen de la legendaria serie de compilaciones Metal Massacre. Tras la repercusión del demo, la banda aseguró un contrato con la disquera Azra/Metal Storm Records, que dio como resultado el EP Overkill de 1984, el cual agotó sus existencias en poco tiempo. Jon Zazula, propietario de Megaforce Records, decidió darle un contrato a la banda luego de escuchar el EP. Con Megaforce la agrupación grabó su primer larga duración: Feel the Fire en 1985. Entre 1985 y 1986 la banda salió de gira en soporte de su nuevo álbum, inicialmente abriendo conciertos en los Estados Unidos para Megadeth (que se encontraban en ese momento promocionando su disco Peace Sells) y luego junto a Anthrax y Agent Steel en territorio europeo.

### Camino al éxito (1987–1990)
1987 marcó el lanzamiento de la segunda producción de Overkill: Taking Over, publicado por Megaforce en cooperación con Atlantic Records. Este trabajo discográfico les valió el reconocimiento inmediato, especialmente por la canción "In Union We Stand", cuyo vídeo obtuvo fuerte rotación. Siguió otra gira por Europa, en este caso junto a los alemanes Helloween.
A finales de 1987 publicaron un EP titulado !!!Fuck You!!!, que consistía en un cover de la canción del mismo nombre (original de la banda canadiense Subhumans) y de algunas versiones en vivo grabadas en Cleveland ese mismo año. 1987 también trajo consigo el abandono del baterista Rat Skates. Fue reemplazado por Mark Achabal para dar algunos conciertos, y luego de manera definitiva por Bob "Sid" Falck (anterior miembro de la banda Paul Di'Anno's Battlezone).
Overkill lanza Under the Influence en 1988. Producido por Alex Perialas, Under the Influence presentó un sonido mucho más agresivo que Taking Cover. La canción "Hello From The Gutter" fue publicada como sencillo, con su vídeo rotando frecuentemente en el programa Headbangers Ball del canal MTV. Overkill siguió girando alrededor del mundo de manera constante.
En 1989 vio la luz The Years of Decay, producido por el famoso Terry Date (Pantera, White Zombie y Soundgarden). El álbum se convirtió en un éxito instantáneo, mezclando la característica agresividad de la banda con influencias de metal progresivo. "Elimination" fue lanzada como sencillo. La gira soporte del disco se llevó a cabo en parte en una serie de conciertos llamada "Dawn of the Decade", junto a sus compañeros de disquera Testament.

### Horrorscope,I Hear BlackyW.F.O.(1990–1995)

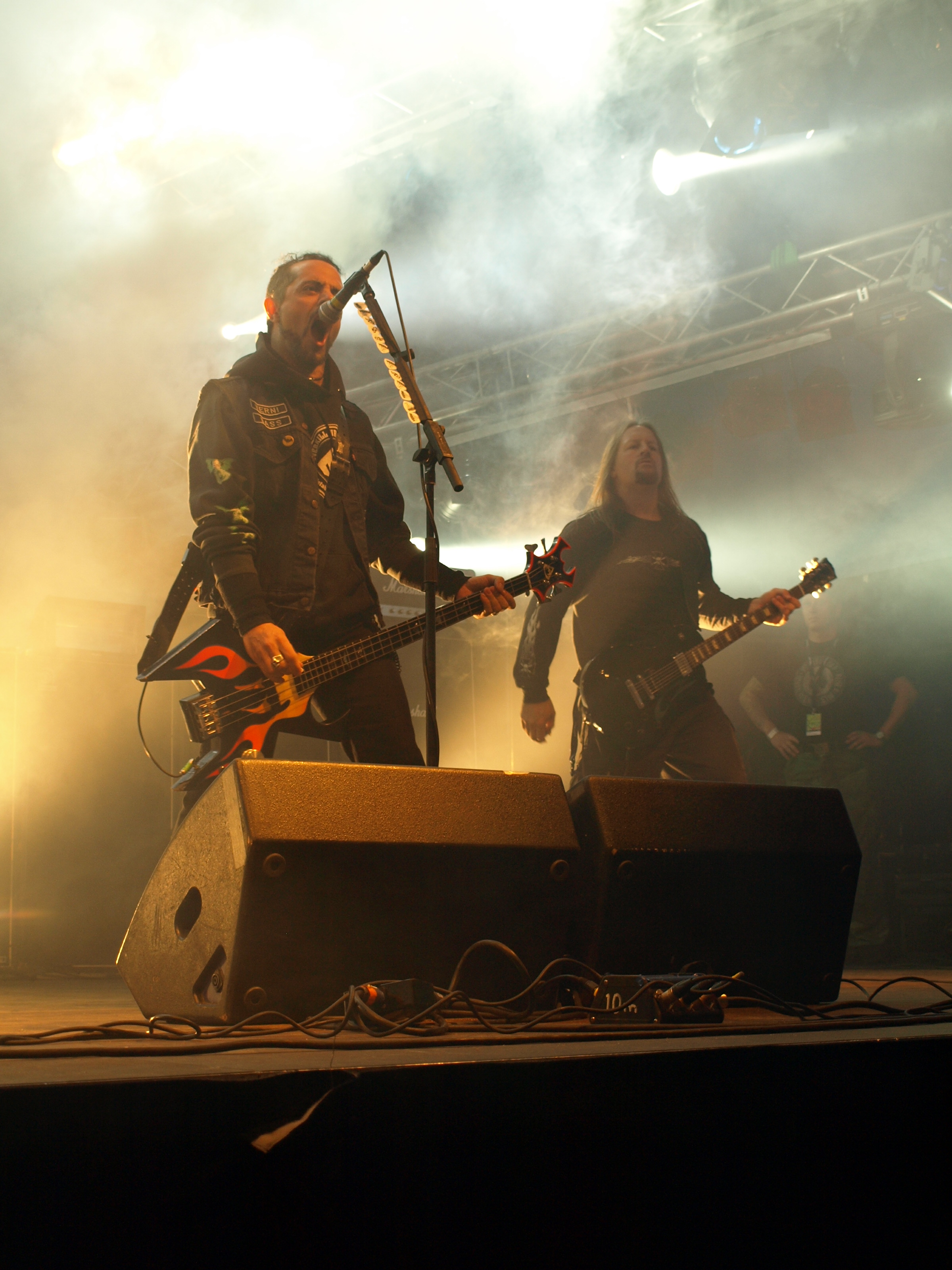
D.D. Verni en el festival Jalometalli en el 2008, Dave Linsk al fondo.

En 1990, el guitarrista y compositor Bobby Gustafson abandona Overkill. Verni y Gustafson habían tenido problemas en cuanto a la dirección que estaba tomando la banda, con Blitz compartiendo la misma opionión que Verni, y pidiéndole a Gustafson que abandonara el proyecto. Se añadieron dos nuevos guitarristas a la formación, Rob Cannavino y Merritt Gant.
La nueva formación graba Horrorscope, nuevamente con el productor Terry Date, en 1991. El álbum es considerado como el más pesado de su catálogo, esto influenciado principalmente por los aportes de los dos nuevos guitarristas. Sin embargo, durante la gira promocional del disco, Sid Falck abandona la formación, interesado en grabar otro tipo de música. Fue reemplazado por el baterista Tim Mallare, con el que grabaron el álbum I Hear Black, producido esta vez por Alex Perialas y lanzado exclusivamente por la disquera Atlantic Records. Nuevamente se presentó un cambio en el sonido, esta vez influenciado por el stoner y el blues rock similar al sonido de Black Sabbath. Se grabó un vídeo para "Spiritual Void", aunque no logró la rotación esperada. La gira en soporte del álbum en tierras europeas los llevó a compartir escenario con Savatage.
El séptimo álbum de la banda, W.F.O., fue publicado el 15 de julio de 1994. El disco retoma el sonido rápido y agresivo de sus primeras producciones, abandonando la experimentación. El vídeo de la canción "Fast Junkie" fue prácticamente ignorado por MTV, debido principalmente al protagonismo que estaban tomando bandas como Nirvana, Alice in Chains y Pearl Jam en el canal musical. Todos estos factores, sumado el decaimiento del género a mediados de los años 1990, llevaron a que Atlantic Records dejara de publicar discos de Overkill. 
En 1995 se publica el primer directo de la banda, Wrecking Your Neck Live bajo el sello CMC International.

### Era Post-Atlantic Records (1996–2001)
Ese mismo año Cannavino y Gant deciden dejar la banda; Rob Cannavino para enfocarse en su pasión: las motocicletas, y Merritt Gant para pasar más tiempo junto a su familia. Se contrató a Joe Comeau, cantante de la banda Liege Lord, ahora encargado de las guitarras. Comeau trajo consigo al guitarrista Sebastian Marino (ex-Anvil), con el que había trabajado en proyectos anteriores. La nueva alineación grabó el disco The Killing Kind en 1996, producido por la propia banda y mezclado por Chris Tsangarides (Judas Priest, Tom Jones, Thin Lizzy y Gary Moore, entre otros). Aunque la respuesta por parte de la crítica al álbum fue generalmente positiva, una porción de sus fanáticos se vio defraudado por lo "moderno" del sonido, que incorporaba elementos del recién surgido hardcore.
En el verano de 1997, la banda publica !!!Fuck You!!! and Then Some, un álbum que incluye el EP !!!Fuck You!!! que había estado agotado desde hacía varios años, jnto con el clásico EP Overkill y dos temas en vivo de un disco simple de 1990. En octubre de ese año sale a la luz From the Underground and Below, conservando la misma fórmula de su producción anterior y agregando algunos elementos de metal industrial, particularmente notorios en la canción "Save Me". Se grabó un vídeoclip para la canción "Long Time Dyin'", pero su exposición en la televisión fue prácticamente nula. En 1998 nuevamente la banda optó por hacer la gira promocional solamente en Europa, esta vez acompañados de las bandas Nevermore, Angel Dust y Nocturnal Rites.
En 1998, Blitz fue diagnosticado con cáncer nasal y fue sometido a cirugía inmediatamente, logrando controlar la enfermedad. Luego de su operación, la banda empezó a trabajar en su décimo álbum, que terminó llamándose Necroshine y fue publicado en febrero de 1999. Dave Linsk ingresó en la banda en reemplazo de Sebastian Marino.
Septiembre de 1999 vio el lanzamiento de Coverkill, un álbum consistente en versiones de bandas que influenciaron el sonido de Overkill en sus primeros años, como Black Sabbath, Kiss, Motörhead, Manowar, Deep Purple, Judas Priest, The Sex Pistols y The Ramones. Una gira fue llevada a cabo para promocionar Necroshine y Coverkill en el año 2000 junto a las bandas Annihilator y Dew-Scented.
La agrupación retornó al estudio esta vez sin Joe Comeau, y a finales del año 2000 grabó Bloodletting, producido por la banda y mezclado por Colin Richardson.

### Era Spitfire (2002–2006)

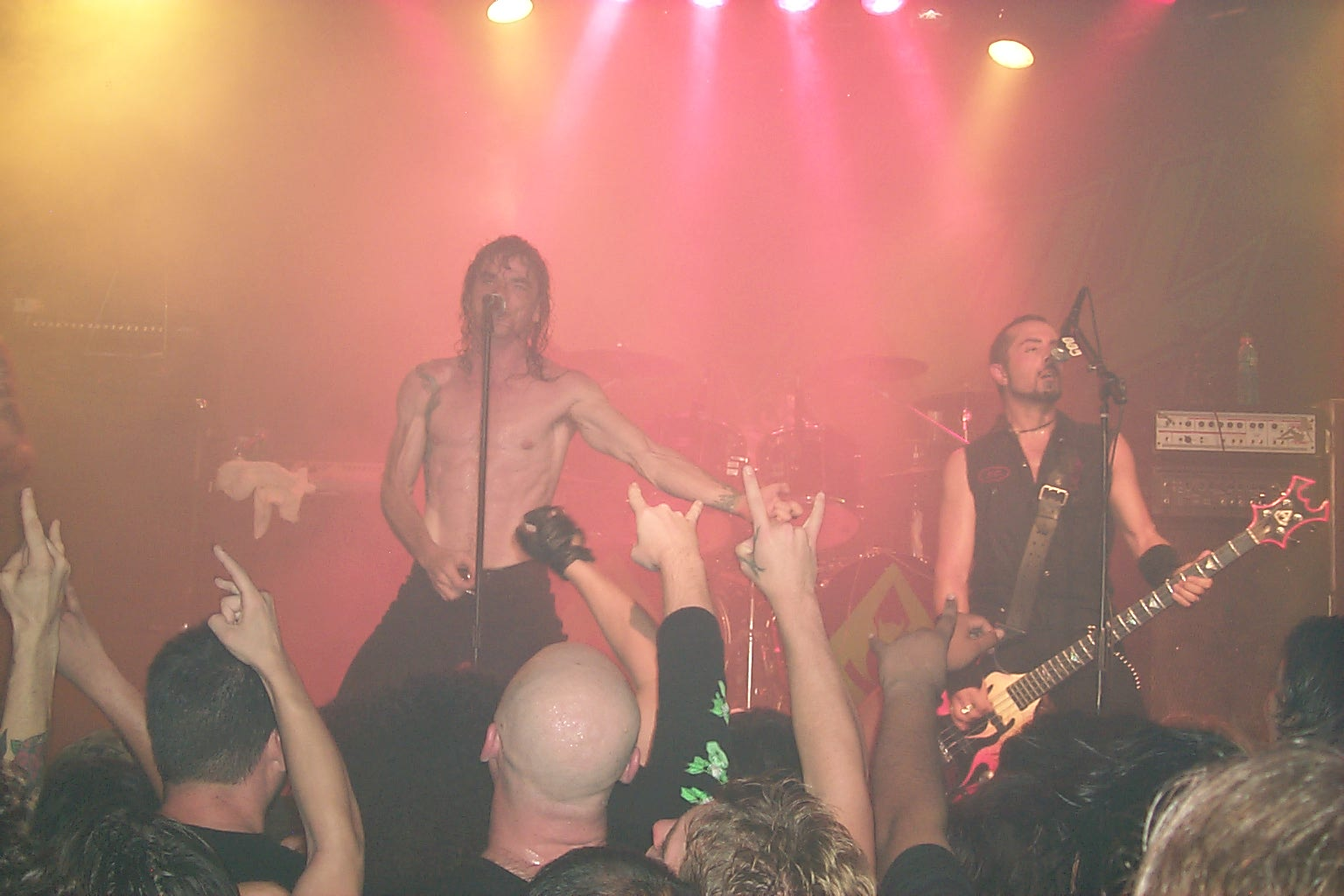
Overkill en Los Ángeles en el 2005.

Luego de tomar un descanso de dos años, Overkill regresó a escena con Wrecking Everything, su segunda producción en vivo, grabada en el Teatro Paramount en Asbury Park, Nueva Jersey. La gira de ese mismo año en promoción de Bloodletting y Wrecking Everything vio a Blaze y Wicked Mystic abriendo para Overkill. 
La agrupación logró un contrato con Spitfire Records e ingresó al estudio a finales de 2002 para grabar el disco Killbox 13. A finales del año 2004, luego de una gira por Japón junto a Death Angel y Flotsam and Jetsam, la banda empezó a trabajar en otro disco en el estudio privado de D.D. Verni. ReliXIV fue publicado en marzo de 2005. Tim Mallare abandona y es reemplazado por Ron Lipnicki. Ese mismo año Overkill anuncia su primera gira por la costa oeste estadounidense en más de diez años, convirtiéndose en un éxito de taquilla.

### Era Bodog y Nuclear Blast (2007–presente)
Luego de su experiencia con Spitfire, Overkill firmó un contrato con el sello Bodog Records y lanzó su decimoquinta producción, Immortalis, el 9 de octubre de 2007. El cantante Randy Blythe (Lamb of God) aportó su voz para la canción "Skull And Bones".
El 30 de octubre de 2009 la banda firma con Nuclear Blast Records. El álbum Ironbound — descrito como una obra maestra del thrash metal — fue publicado el 9 de febrero de 2010.
The Electric Age (2012) y White Devil Armory (2014) fueron los siguientes discos, nuevamente producidos bajo el sello Nuclear Blast. En 2013 la banda se embarca en la gira Dark Roots of Thrash junto a Testament y Flotsam and Jetsam. Sin embargo, su presentación del 15 de febrero en Huntington fue cancelada por problemas de salud de Bobby "Blitz". Esto ocasionó que la banda fuera excluida del resto de la gira.
El 16 de abril de 2016 la banda dio un concierto en la ciudad de Oberhausen, donde tocaron los álbumes Feel the Fire y Horrorscope en su totalidad. El concierto fue grabado de manera profesional, y se planea utilizar el material para la edición de un DVD.
El 11 de agosto de 2016, Bobby Ellsworth reveló en una entrevista el título del nuevo álbum de la banda, el cual llevaría por nombre The Grinding Wheel. El álbum fue publicado finalmente el 10 de febrero de 2017 por el sello Nuclear Blast. El 6 de mayo de 2017, Overkill anuncia la incorporación de Jason Bittner como batería para cubrir la baja de Ron Lipnicki.
El 22 de febrero de 2019 lanzan su decimonoveno álbum de estudio de material propio titulado The Wings of War. En abril de 2020, D. D. Verni avanzó que están trabajando en un nuevo álbum, con 9 temas ya escritos, para lanzarlo antes de la gira europea de marzo de 2021. Estos planes han quedado en el aire debido al Covid-19.

## Miembros

### Actuales
- Bobby "Blitz" Ellsworth – voz (1980–presente)
- D.D. Verni – bajo, coros (1980–presente)
- Dave Linsk – guitarra, coros (1999–presente)
- Derek "The Skull" Tailer – guitarra, coros (2002–presente)
- Jason Bittner - batería (2017-presente)

### Anteriores
| - Rat Skates – batería (1980–1987) - Robert "Riff Thunder" Pisarek – guitarra (1980–1981) - Anthony Ammendola – guitarra (1981) - Dan Spitz – guitarra (1981) - Rich Conte – guitarra (1981–1982) - Mike Sherry – guitarra (1981–1982) - Joe – guitarra (1982) - Bobby Gustafson – guitarra (1982–1990) | - Mark Archibole – batería (1987) - Sid Falck – batería (1987–1992) - Rob Cannavino – guitarra (1990–1995) - Merritt Gant – guitarra (1990–1995) - Andy Jones – batería (1992–1993) - Tim Mallare – batería (1993–2005) - Joe Comeau – guitarra, voz (1995–1999) - Sebastian Marino – guitarra (1995–1999) - Ron Lipnicki – batería (2005–2017) |

## Discografía

### Álbumes de estudio
| Año  | Título                         | Discográfica          |
| 1985 | Feel the Fire                  | Megaforce Records     |
| 1987 | Taking Over                    | Megaforce Records     |
| 1988 | Under the Influence            | Atlantic Records      |
| 1989 | The Years of Decay             | Atlantic Records      |
| 1991 | Horrorscope                    | Atlantic Records      |
| 1993 | I Hear Black                   | Atlantic Records      |
| 1994 | W.F.O.                         | Atlantic Records      |
| 1996 | The Killing Kind               | CMC International     |
| 1997 | From the Underground and Below | CMC                   |
| 1999 | Necroshine                     | CMC                   |
| 1999 | Coverkill                      | SPV/Steamhammer       |
| 2000 | Bloodletting                   | Metal-Is              |
| 2003 | Killbox 13                     | Spitfire              |
| 2005 | ReliXIV                        | Spitfire/Regain       |
| 2007 | Immortalis                     | Bodog Records         |
| 2010 | Ironbound                      | Nuclear Blast Records |
| 2012 | The Electric Age               | Nuclear Blast Records |
| 2014 | White Devil Armory             | Nuclear Blast Records |
| 2017 | The Grinding Wheel             | Nuclear Blast Records |
| 2019 | The Wings of War               | Nuclear Blast Records |
| 2023 | Scorched                       | Nuclear Blast Records |

### En Vivo
- Wrecking Your Neck Live (1995)
- Wrecking Everything (2002)
- Live in Overhausen (2018)

### Demos
- Power In Black (1983)
- Rotten to the Core (1984)

### EP
- Overkill (1984)
- Fuck You (1988)
- Live to the Core (1992)
- Wrecking Your Neck promo (1995)
- !!!Fuck You!!! And Then Some (1996)

### Sencillos
- "Hello from the Gutter" (1988)
- "Infectious" (1992)
- "I Hear Black" (1993)
- "Spiritual Void" (1993)
- "Fast Junkie" (1994)
- "The Rip 'n Tear" (1997)
- "Ironbound" (2010)
- "The Electric Age" (2012)
- "White Devil Armory" (2014)
- "Last Man Standing" (2019)
- "Head of a Pin" (2019)
- "The Surgeon" (2023)
- "Wicked Place" (2023)

### Otros
- US Speed Metal Attack (1986) (VHS)
- Videoscope (1991) (VHS)
- Wrecking Everything (2002) (DVD)